# Райхельт, Ханнес
Ха́ннес Ра́йхельт (нем. Hannes Reichelt; 5 июля 1980, Альтенмаркт) — австрийский горнолыжник, чемпион мира 2015 года в супергиганте, многократный победитель этапов Кубка мира, обладатель малого хрустального глобуса в супергиганте. Участник 8 чемпионатов мира. Наиболее успешно выступает в скоростных дисциплинах.

## Карьера
В соревнованиях под эгидой FIS Райхельт начал выступать с середины 1990-х. В 2000 году на чемпионате мира среди юниоров в Канаде он завоевал две бронзовые медали в комбинации и супергиганте.

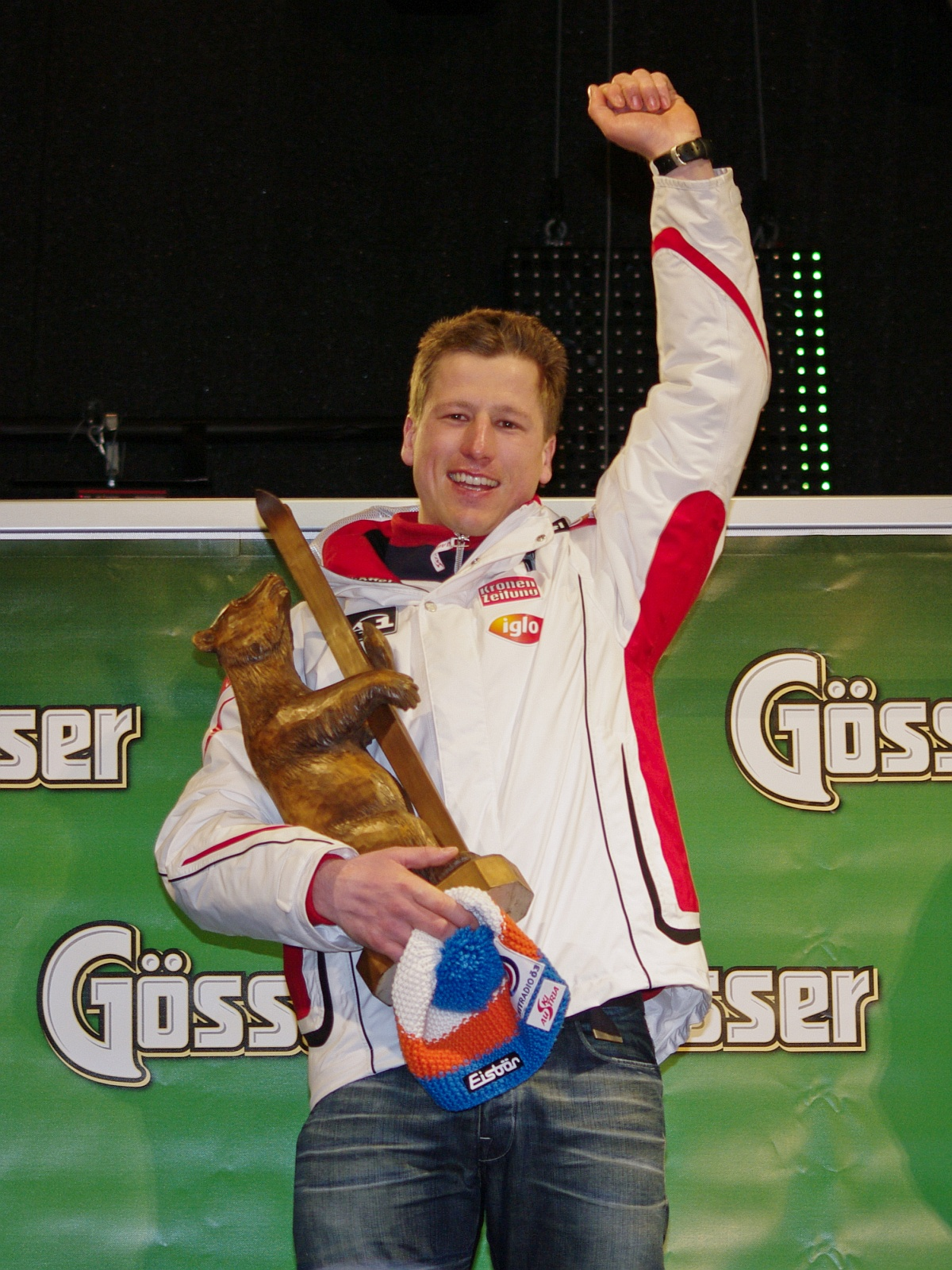
Райхельт после победы в супергиганте на этапе Кубка мира в Хинтерштодере 5 февраля 2011 года

В декабре 2001 года Райхельт дебютировал в Кубке мира, стартовав в супергиганте на этапе в Валь-д’Изере. Первый старт вышел для него неудачным и он не смог завершить свою попытку. Уже через год австриец впервые поднялся на кубковый подиум, став вторым в супергиганте, который прошёл в Валь-Гардене.
Перелом ключицы не позволил ему выступать в начале сезона 2003/04. После восстановления Райхельт долгое время набирал форму на Кубке Европы, где одержал шесть побед и ещё 8 раз был на подиуме.
В начале сезона 2005/06 Райхельт одержал первую в карьере победу, став сильнейшим в супергиганте на этапе в Бивер-Крике. В феврале 2006 года он дебютировал на Олимпийских играх, где выступил только в супергиганте, который закончил на десятом месте. В следующем сезоне Райхельт выступил неудачно, лишь дважды попав в десятку сильнейших. На чемпионате мира в Оре австриец стартовал только в гигантском слаломе и сошёл уже во время первой попытки.
Сезон 2007/08 выдался для австрийца удачным. Он одержал 3 победы (2 в супергиганте и одну в гигантском слаломе). Благодаря победе на последнем этапе кубка мира в супергиганте он выиграл малый хрустальный глобус в этой дисциплине, опередив швейцарца Дидье Кюша всего на 1 балл.
На чемпионате мира 2009 года австриец вновь выступил неудачно, как и во всем сезоне, где он не смог подтвердить свои прежде завоёванные титулы.
В олимпийском сезоне Райхельт смог завоевать место в сборной Австрии, но за несколько дней до старта в супергиганте он получил травму на тренировке и пропустил Олимпиаду. Нестабильно австриец выступал и в сезоне 2010/11. Лишь в последний момент, за три дня до старта мирового первенства, выиграв этап в Хинтерштодере, он попал в состав сборной на чемпионат мира в Гармиш-Партенкирхене. Там в скоростном спуске он стал только 16-м, а в супергиганте завоевал серебряную медаль.

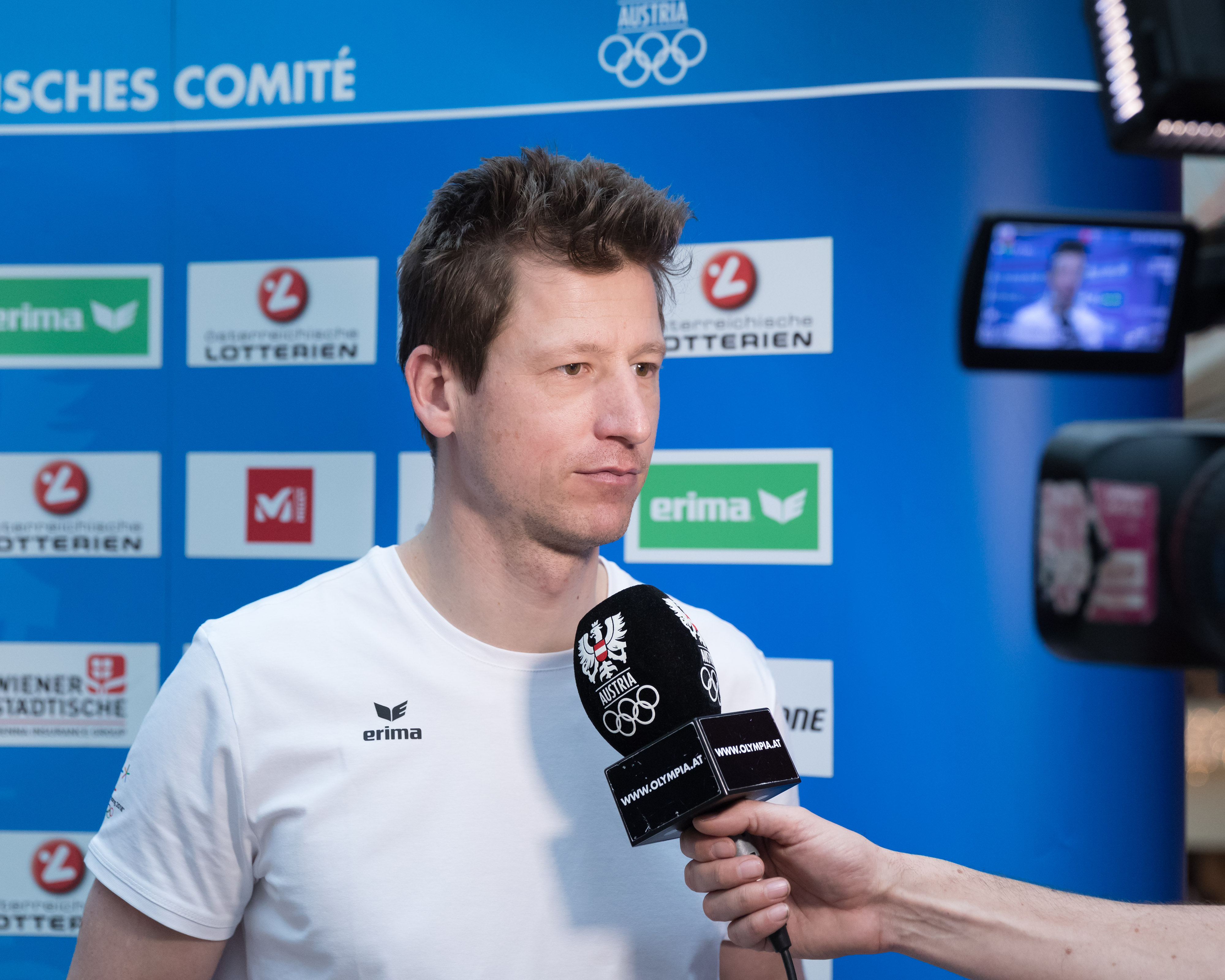
Райхельт в январе 2018 года

Через два года, на чемпионате мира Райхельт остался четвёртым в супергиганте. В олимпийском сезоне он выступал достаточно убедительно. Менее чем за месяц до Олимпиады он выиграл престижнейший скоростной спуск на трассе «Штрайф» в Кицбюэле, став первым с 2006 года австрийцем, победившим на этой трассе. Но уже через несколько дней после победы он объявил, что получил травму спины и не будет стартовать на Олимпиаде в Сочи. Помимо олимпийских медалей травма помешала Райхельту побороться за малый Кубок мира в зачёте скоростного спуска, где он стал вторым.
Восстановившись от травмы Райхельт одержал в сезоне 2014/15 три победы. В начале сезона он первенствовал в супергиганте в Бивер-Крике. Спустя два месяца на той же трассе он выиграл золотую медаль на чемпионате мира.
В сезоне 2015/16 трижды попадал в тройку лучших на этапах Кубка мира, но впервые за 4 сезона не сумел ожержать ни одной победы. В общем зачёте Кубка мира Ханнес стал 16-м. В сезоне 2016/17 Райхельт выиграл свой 12-й в карьере этап Кубка мира, став первым в скоростном спуске в Гармише. На момент победы австрийцу было 36 лет и 6 месяцев, что делает его одним из самых возрастных победителей этапов Кубка мира в истории.
Завершил карьеру в возрасте 40 лет после сезона 2020/21.

## Результаты в Кубке мира
| Сезон   | Общий зачёт | Слалом | Гигантский слалом | Супергигант | Скоростной спуск | Комбинация |
| ------- | ----------- | ------ | ----------------- | ----------- | ---------------- | ---------- |
| 2002/03 | 42          | —      | —                 | 5           | —                | —          |
| 2003/04 | 138         | —      | 52                | —           | —                | —          |
| 2004/05 | 95          | —      | —                 | 31          | —                | —          |
| 2005/06 | 20          | —      | 16                | 4           | 34               | —          |
| 2006/07 | 48          | —      | 13                | 24          | —                | —          |
| 2007/08 | 10          | —      | 8                 | 1           | 51               | —          |
| 2008/09 | 41          | —      | 17                | 18          | —                | —          |
| 2009/10 | 27          | —      | 21                | 7           | —                | —          |
| 2010/11 | 23          | —      | 12                | 5           | 36               | 56         |
| 2011/12 | 5           | —      | 5                 | 8           | 4                | 20         |
| 2012/13 | 8           | —      | 17                | 6           | 5                | 17         |
| 2013/14 | 12          | —      | 37                | 18          | 2                | —          |

## Победы на этапах Кубка мира (13)
| №  | Сезон   | Дата        | Место               | Дисциплина           |
| -- | ------- | ----------- | ------------------- | -------------------- |
| 1  | 2006/07 | 1 дек 2006  | Бивер-Крик          | Супергигант          |
| 2  | 2007/08 | 3 дек 2007  | Бивер-Крик          | Супергигант (2)      |
| 3  | 2007/08 | 23 фев 2008 | Уистлер             | Гигантский слалом    |
| 4  | 2007/08 | 13 мар 2008 | Бормио              | Супергигант (3)      |
| 5  | 2010/11 | 5 фев 2011  | Хинтерштодер        | Супергигант (4)      |
| 6  | 2012/13 | 29 дек 2012 | Бормио              | Скоростной спуск     |
| 7  | 2013/14 | 25 янв 2014 | Кицбюэль            | Скоростной спуск (2) |
| 8  | 2014/15 | 6 дек 2014  | Бивер-Крик          | Супергигант (5)      |
| 9  | 2014/15 | 18 янв 2015 | Венген              | Скоростной спуск (3) |
| 10 | 2014/15 | 28 фев 2015 | Гармиш-Партенкирхен | Скоростной спуск (4) |
| 11 | 2014/15 | 7 мар 2015  | Квитфьелль          | Скоростной спуск (5) |
| 12 | 2016/17 | 28 янв 2017 | Гармиш-Партенкирхен | Скоростной спуск (6) |
| 13 | 2016/17 | 16 мар 2017 | Аспен               | Супергигант (6)      |

## Выступления на чемпионатах мира
| Чемпионат мира       | Скоростной спуск | Супергигант | Гигантский слалом | Слалом | Комбинация |
| -------------------- | ---------------- | ----------- | ----------------- | ------ | ---------- |
| 2003 Санкт-Мориц     | —                | DNF         | —                 | —      | —          |
| 2007 Оре             | —                | —           | DNF               | —      | —          |
| 2009 Валь-д’Изер     | —                | —           | 30                | —      | —          |
| 2011 Гармиш          | 16               | 2           | —                 | —      | —          |
| 2013 Шладминг        | DNF              | 4           | —                 | —      | —          |
| 2015 Вейл/Бивер-Крик | 13               | 1           | —                 | —      | —          |
| 2017 Санкт-Мориц     | 17               | 10          | —                 | —      | —          |
| 2019 Оре             | 29               | DNF         | —                 | —      | —          |